# 狭基叉蕨
狭基叉蕨（学名：Tectaria polymorpha var. subcuneata）为叉蕨科叉蕨属下的一个变种。